# Distretto di Ambatolampy
Il distretto di Ambatolampy è una suddivisione amministrativa di 3º livello (fivondronana) del Madagascar, facente parte della regione di Vakinankaratra.
Il capoluogo del distretto è Ambatolampy. Del distretto fanno parte inoltre i seguenti comuni: Ambatondrakalavao, Ambodifarihy Fenomanana, Ambohipihaonana, Andranovelona, Andravola Vohipeno, Andriambilany, Antakasina, Antanamalaza, Antanimasaka, Antsampandrano, Behenjy, Belambo, Manjakatompo, Morarano, Sabotsy Namatoana, Tsiafajavona Ankaratra, Tsinjoarivo